# Julio Albea Urrutia
Julio Albea Urrutia (Bllabona-Amasa 1906 / San Sebastián 1984) fue un médico ginecólogo español codirector de la Casa Cuna de Fraisoro en el municipio de Zizurkil, primer jefe de servicio de ginecología  del Hospital Provincial de Guipúzcoa y uno de los fundadores del hospital privado La Policlínica de Guipúzcoa.

## Biografía
Nació en Billabona-Amasa en 1906 en el seno de una familia de médicos. Su padre y su abuelo fueron médicos titulares de Billabona-Amasa.
En  1946 comenzó a colaborar con el médico Jesús Alustiza en la maternidad de la Casa Cuna de Fraisoro donde daban a luz  mayoritariamente mujeres solteras con intención de abandonar el hijo.
En 1947 se inauguró en San Sebastián la maternidad de Ategorrieta del seguro de enfermedad donde trabajó hasta 1960. 
Tras el fallecimiento del director médico de la Casa Cuna de Fraisoro en 1951, fue nombrado director de la maternidad del centro hasta 1960. Este año  se derivaron los partos al recién creado hospital provincial de Guipúzcoa dependiente de la Diputación Provincial donde dirigió el servicio de ginecología.
Tuvo también una amplia dedicación en el ámbito de la medicina privada siendo director de la clínica San Antonio de San Sebastián y fue  uno de los fundadores del hospital privado La Policlínica de Guipúzcoa en 1975.
Era aficionado a la caza y a la pelota vasca.

## Vídeos
- La Casa Cuna de Fraisoro. Mujeres de barro, infancias de cristal.